# Lara-Maria Wichels
Lara-Maria Wichels (* 5. August 1992 in Stade) ist eine deutsche Schauspielerin.

## Leben und Karriere
Lara-Maria Wichels kam bereits als Schülerin in Kontakt mit der Schauspielerei. 2008 wirkte sie an der Projektwoche StageWeek der Hamburger Regisseurin und Choreographin Anja Launhardt mit: Klinikgeflüster und mehr... wurde im Stadeum, dem Kultur- und Tagungszentrum von Wichels’ Heimatstadt Stade, auf die Bühne gebracht.
Von 2010 bis 2013 absolvierte sie die Schauspielschule Bühnenstudio Hamburg mit dem Bühnenreife-Diplom. Ab 2010 spielte Wichels in einer dramaturgischen Umsetzung des historischen Romans Isern Hinnerk im Rahmen von Lesungen des Autors, Dietrich Alsfeld, die Ideke von Borlah; ihre Darstellung der jungen Frau wurde in der Kritik als „hinreißend“ gelobt.
Nach weiteren regionalen Auftritten stand sie 2012 und 2013 im Medienbunker Hamburg unter Regie von Marc Letzig in Fräulein Jolie und Alice im Wunderland auf der Bühne. Gleichzeitig wirkte sie in Kleinrollen in Film und Fernsehen mit wie in Lars Kokemüllers Kurzfilmen Baal.Macht.Greuel und Zombie Apokalypse oder als Barkeeperin in einer Folge von Großstadtrevier. Außerdem sieht man sie in einer Videointerpretation aus dem Jahr 2012 zu Miss Lis Song I Thought I Knew You.
Unter anderem setzt sie sich mit ihrem YouTube-Kanal LuLikes (in Kooperation mit Pink Stinks) für Gleichberechtigung der Geschlechter und gegen Sexismus, wie zum Beispiel mit ihren drei Musikprojekten: Not Heidi‘s Girl, Beach Body & Sichtbar sein ein. Seit einem Jahr scheint sie allerdings nicht mehr auf Social Media aktiv zu sein.
Von August 2014 bis Juli 2015 war sie – zum Drehstart als „frische, dem TV-Zuschauer noch recht unbekannte Schauspielerin“ angekündigt – in der durchgehenden Rolle der Nathalie Greve in der Telenovela Rote Rosen im Ersten zu sehen.

## Filmografie (Auswahl)
- 2013: Großstadtrevier (Fernsehserie, Folge Beatlemania)
- 2014–2015: Rote Rosen (Telenovela, Serienrolle)
- 2015: In aller Freundschaft – Die jungen Ärzte (Fernsehserie, Folge Neues Leben)
- 2016: Notruf Hafenkante (Fernsehserie, Folge Shopping)
- 2016: Terra X (Dokureihe, Folge Ein Tag in der Kaiserzeit, Teil III: Ein Tag im Leben der Dienstmagd Minna Eschler im Jahr 1907)
- 2019–2021: Tierärztin Dr. Mertens (Fernsehserie)
- 2022: SOKO Hamburg (Fernsehserie, Folge Trübe Wasser)
- 2023: Hotel Mondial (Fernsehserie, Folge Alle für einen)